# Kleinmaischeid
Kleinmaischeid est une commune du Verbandsgemeinde Dierdorf dans l'arrondissement de Neuwied en Rhénanie-Palatinat. Sa superficie est de 6,99 km² et elle compte un peu plus de 1300 habitants.
Kleinmaischeid a été entre le 1er mai 2004 et le 1er janvier 2007 le centre géographique de l'Union européenne lorsqu'elle comptait 25 pays, selon l'estimation de l'IGN France. Les coordonnées exactes du centre étaient 50° 31′ 31″ N, 7° 35′ 50″ E. Elle a été remplacée par Gelnhausen à la suite de l'entrée de la Bulgarie et de la Roumanie dans l'Union.

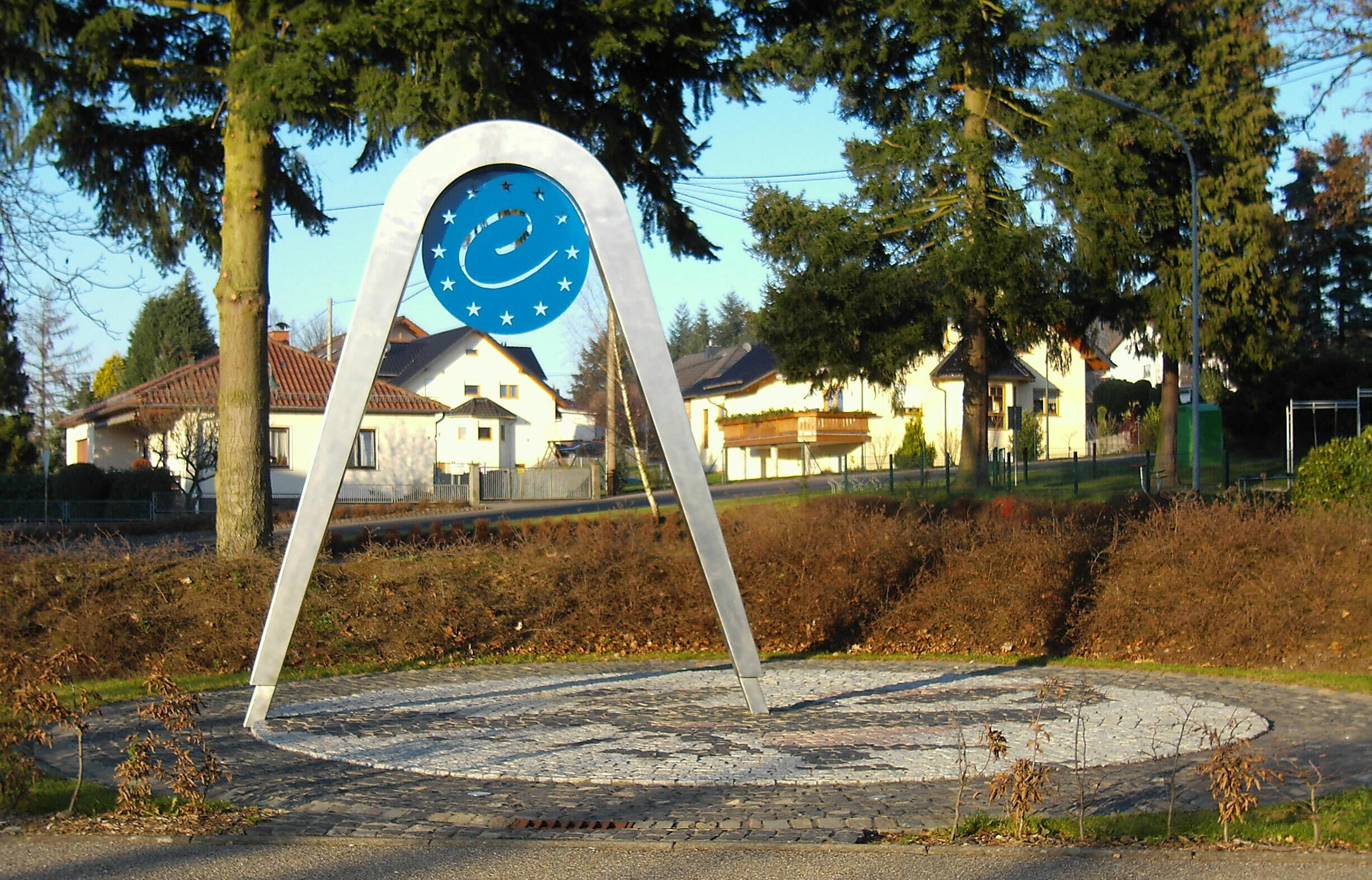
Le mémorial de l'ancien centre géographique de l'Union européenne
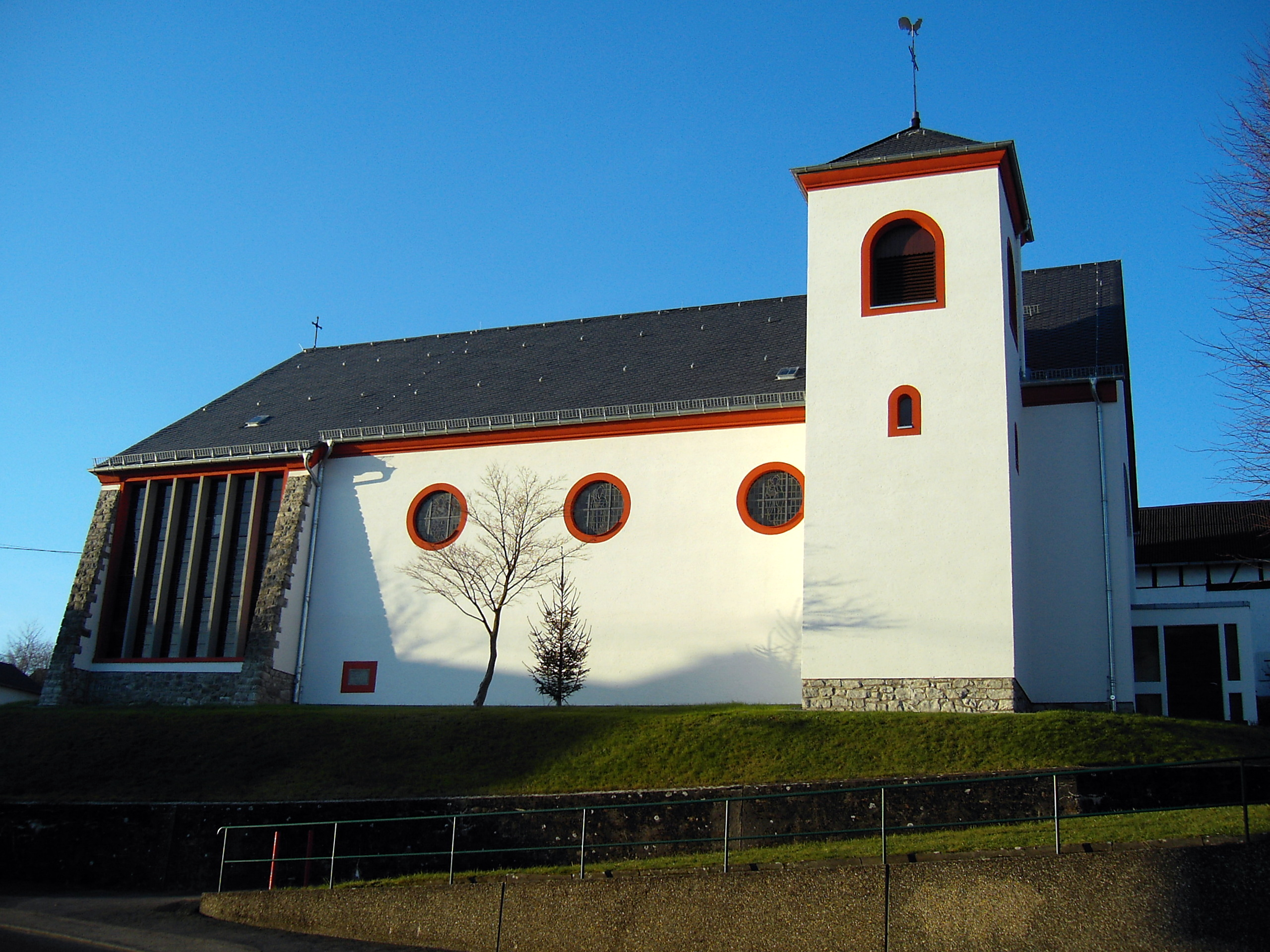
Une église